# Mike Matusow
Michael Matusow (Los Angeles, 30 aprile 1968) è un giocatore di poker statunitense.

## Biografia
Matusow ha iniziato a giocare a poker nei primi anni novanta, prima come dealer e poi come giocatore professionista. I suoi successi più importanti sono i quattro braccialetti alle World Series of Poker e l'edizione 2005 del World Series of Poker Tournament of Champions.
È soprannominato "The Mouth" (la bocca) per via della sua tendenza a parlare molto al tavolo ed è noto nel circuito per alcuni suoi spettacolari errori di valutazione (chiamati "Mike Matusow Blow-up" o "Mike Matusow Meltdown") che gli son costati l'eliminazione in partite altrimenti ben giocate.